# Финт (царь Мессении)
Финт — легендарный царь Мессении, из рода Эпитидов, правивший в конце IX — начале VIII века до н. э.
Финт был сыном царя Сиботы. Павсаний говорит, что в царствование Финта, впервые произошло столкновение между мессенцами и лакедемонянами. Лакедемонские юноши вместе с их царем Телеклом хотели убить Финта в храме Артемиды Лимнатиды. Но мессенцы, отбиваясь, убили их всех и самого Телекла